# Isidoro (sacerdote egipcio)
Isidoro fue un sacerdote egipcio del siglo II. Encabezó una revuelta tribal contra el dominio de Roma durante el mando del emperador Marco Aurelio en 172. El episodio lo recoge mayoritariamente Dión Casio.

## Nombre
Isidoros es un nombre griego con origen en el Egipto helenístico, traducible como "don de Isis".

## Biografía
En el año 172, Isidoro soliviantó a los bucólicos, tribus al oeste del delta del Nilo que vivían del pastoreo vacuno, y los enardeció a guerrear contra el dominio romano. Los antecedentes de este movimiento no han quedado claros, aunque es probable que los altos impuestos romanos fueran una de sus causas, quizá potenciada por el descontento de verse gobernados por un pueblo foráneo.
La revuelta comenzó con una emboscada pergeñada por el sacerdote: él y sus lugartenientes se disfrazaron de mujeres y acudieron al centurión local fingiendo ser esposas de prisioneros que venían a pagar su rescate, y cuando se les permitió aproximarse, extrajeron armas ocultas y atacaron a los romanos. Acabada la lucha, con el centurión abatido, los egipcios sacrificaron ritualmente al segundo al mando de los romanos y devoraron las entrañas de ambos tras recitar juramentos sobre ellas. Los milicianos de Isidoro, a los que se sumaban ya muchos otros ciudadanos egipcios, derrotaron a la primera legión romana que llegó para solventar el disturbio, batalla en la que el mismo sacerdote se destacó por su valentía, y posteriormente marcharon contra Alejandría.
A causa de la derrota romana, el gobernador de la provincia de Siria, Cayo Avidio Casio, recibió órdenes especiales de movilizarse y tratar de reprimir la revuelta por todos los medios. Habrían transcurrido meses ya desde el inicio de la rebelión, y Alejandría estaba a punto de caer a los asaltantes. Cuando Casio y sus tropas alcanzaron la ciudad, observando la inutilidad de un ataque directo debido al enardecimiento y la superioridad numérica de los egipcios, el gobernador optó en su lugar por encizañarlos con negociaciones. Los rebeldes, de diversa procedencia y carentes de verdadera cohesión cultural, se deshicieron en luchas internas al poco tiempo, y con ello Casio les derrotó con facilidad.
Se ha teorizado que los sanguinolentos rituales de Isidoro podrían no ser más que un embellecimiento propagandístico, aunque también entran en la categoría de actos llevados a cabo para infundir fervor religioso en un movimiento popular exaltado, comparables con los ritos del rebelde galo Marico en el año 68. La antropofagia egipcia tienen además precedente cultural en el llamado "Himno Caníbal", una inscripción en la pirámide de Saqqara que glorifica al faraón Unis como un devorador de hombres.